# Векил Ванов
Векил Василев Ванов е български икономист и политик от партията Съюз на демократичните сили (СДС), министър на труда и социалните грижи в правителството на Филип Димитров между 1991 и 1992 година.

## Биография
Векил Ванов е роден на 17 октомври 1937 година в село Връв, Видинско. Завършва висшето си образование във Висшия икономически институт „Карл Маркс“ в София, специалност „Икономика на промишлеността“ (1966).
На 10 февруари 1966 г. започва работа в Научния институт по планиране към Държавния комитет по планиране. В периода 20 август 1973 г. - 14 октомври 1991 г. работи в Икономическия институт към Българската академия на науките. На 6 февруари 1986 г. Висшата атестационна комисия при Държавния комитет за наука и технически прогрес му присъжда научното звание Старши научен сътрудник (свидетелство за научно звание № 8931).
В началото на 90-те години Ванов се включва в политическия живот като участник в Демократическата партия, част от СДС. В периода 8 ноември 1991 г. - 30 декември 1992 г. е министър на труда и социалните грижи в правителството на Филип Димитров. В периода 30 декември 1992 г. - 17 октомври 1994 г. е депутат в XXXVI народно събрание. През 1994 година, когато Демократическата партия излиза от СДС, Ванов напуска партията и остава лоялен към СДС.
От 18 октомври 1994 г. до 23 януари 1995 г. Векил Ванов работи в Икономическия институт към Българската академия на науките (БАН). От БАН е отличен за дългогодишна научноизследователска дейност и за приноса му в утвърждаване авторитета на Икономическия институт на БАН, а от Министерство на труда на Република България — за приноса в социалната политика. От 25 януари 1995 г. до 1 октомври 1997 г. е началник на отдел „Отраслови проучвания“ в Българската народна банка. След това в периода 17 октомври 1997 г. до 3 март 2001 г. работи като търговски представител в посолството на България в Беларус. След 1 юли 2005 г. е консултант с контролни функции към Столичния общински съвет.